# 东奥尔施泰特
东奥尔施泰特（德語：Oster-Ohrstedt）是德国石勒苏益格－荷尔斯泰因州的一个市镇。总面积11.29平方公里，总人口630人，其中男性328人，女性302人（2011年12月31日），人口密度56人/平方公里。